# Mycobacterium tuberculosis
Mycobacterium tuberculosis je bakterija, ki je v največ primerih povzročitelj jetike (tuberkuloze); med drugimi povzročitelji te bolezni so lahko še Mycobacterium bovis, Mycobacterium africanum, Mycobacterium avium ali Mycobacterium marinum. Leta 1882 jo je odkril Robert Koch, ki je za to leta 1905 prejel Nobelovo nagrado za medicino. Po odkritelju to bakterijo imenujemo tudi Kochov bacil. Celoten genom bakterije je bil razbran leta 1998.

## Lastnosti
M. tuberculosis je obligatorno aerobna grampozitivna (pri barvanju po Grammu se rahlo obarva gram pozitivno ali pa se sploh ne; drugače je ne uvrščamo niti med po Grammu pozitivne niti negativne bakterije) mikobakterija. Mikobakterije so acidorezistentne (odporne na kislino), saj obarvanje ostane po spiranju s kislo raztopino. M. tuberculosis se deli vsakih 15–20 ur, kar je zelo počasi v primerjavi z večino drugih bakterij.